# Байков, Евгений Фёдорович
Евге́ний Фёдорович Ба́йков (29 июля 1929, Холькино, Пензенский округ, Средневолжская область, СССР — 2 августа 1996, Москва, Россия) — советский футболист, защитник. Мастер спорта.
Супруга - Наталья Яковлевна Байкова (1928 - 2012)
Дети - Александра Евгеньевна Байкова (02.04.1961 - 06.09.2021)

## Биография
Начинал карьеру во владимирском «Динамо», затем в 1951 году перешёл в московское «Динамо». Там он дебютировал в 1952 году. В 1953 выиграл Кубок СССР и по итогам чемпионата был включён в список 33 лучших футболистов сезона под № 1. Затем в 1954, 1955 и 1957 годах становился чемпионом СССР. Всего за «бело-голубых» сыграл 88 матчей и забил 7 голов. В 1961 году играл в «Шахтёре» Шахты, где и завершил карьеру.
В 1954 году провёл один неофициальный матч за сборную СССР. 1 августа, представленная как сборная Москвы, команда СССР сыграла вничью с Болгарией.
После окончания выступлений работал тренером. Возглавлял барнаульское «Динамо», а затем тренировал московское «Динамо-2». Среди его воспитанников Анатолий Паров.

## Достижения

### Командные
«Динамо» (Москва)
- Чемпион СССР (3): 1954, 1955, 1957
- Обладатель Кубка СССР: 1953

### Личные
- В списке 33 лучших футболистов сезона в СССР: № 1 (1953)